# Der Hexenmeister vom flammenden Berg
Der Hexenmeister vom flammenden Berg (englischer Originaltitel: The Warlock of Firetop Mountain) ist ein frühes von Ian Livingstone und Steve Jackson entwickeltes Spielbuch. Es erschien erstmals 1982 und war kommerziell sehr erfolgreich. Der Erfolg führte zu zahlreichen Nachfolgern und zur Begründung des Genres der Spielbücher. Im englischen Sprachraum erscheint es in einer Sammelreihe mit dem kollektiven Namen Fighting Fantasy.

## Handlung
Der Spieler begibt sich in einer Fantasy-Welt in den Berg, in dem der titelgebende Hexenmeister wohnt. Er kann Entscheidungen treffen, die jeweiligen kurzen Textabschnitte (das Buch besteht aus 400) verweisen dann auf andere Textabschnitte. Der Spieler bzw. Leser durchschreitet entsprechend der Alternativen, die er wählt, den Flammenden Berg, bis er dann auf den Hexenmeister trifft und sich mit diesem duelliert.

## Entwicklung
Ian Livingstone und Steve Jackson hatten 1975 begonnen, Spielmaterial für Pen-&-Paper-Rollenspiele zu vertreiben, insbesondere zu dem Spielsystem Dungeons & Dragons. Dessen Spielsystem wie auch andere Spielsysteme der Zeit erschien ihnen zu kompliziert. Es gab schon vor dem Hexenmeister vom Flammenden Berg das Konzept des Solo-Abenteuers bei Rollenspielen – so hatte Ken St. Andre für das Spielsystem Tunnels & Trolls ein Solo-Abenteuer entwickelt und 1975 veröffentlicht. Das Durchspielen derartiger Abenteuerspielsysteme setzte aber den Besitz der sehr umfassenden und komplizierten Regelwerke voraus.
Livingston und Jackson vereinfachten ihr System so weit, dass mit der Hilfe von zwei Würfeln und äußerst wenigen Charakter-Eigenschaften das Buch für einen einzelnen Spieler bzw. Leser durchspielbar sein konnte. Sie boten das Konzept des Buches zunächst 1980 dem Penguin Verlag an, zu diesem Zeitpunkt sah das Konzept noch zahlreiche Illustrationen vor. Aus Kostengründen drängte der Verlag aber auf eine stärkere Textorientierung. 1982 erschien dann der Hexenmeister.

## Kommerzieller Erfolg
Das Buch verkaufte sich nach einem Radio-Bericht bei BBC One in Großbritannien sehr erfolgreich. Rechte an dem Buch wurden international verkauft. Für den deutschsprachigen Raum erwarb der Thienemann-Verlag die Rechte und nannte das Buch ein FantasyAbenteuerSpielBuch und brachte es 1983 in Deutschland auf den Markt. Dort wurden allein in sechs Monaten 80.000 Exemplare verkauft. Noch erfolgreicher war das Buch in Japan, wo es durch den Verlag Shakai Shiso-Sha im ersten Jahr 250.000 mal verkauft wurde und insgesamt zwei Millionen Exemplare abgesetzt werden konnten.
Die Figur des Hexenmeisters, nachträglich Zagor genannt, wurde zu einer der bekanntesten Figuren in der Fighting-Fantasy-Welt. Er erschien auch als Hauptantagonist im Jubiläumsband Return to Firetop Mountain (Bd. 50) sowie in Legend of Zagor (Bd. 54) und der daraus abgeleiteten vierteiligen Romanserie The Zagor Chronicles, geschrieben von Ian Livingstone und Carl Sargent (Erstveröffentlichung 1993). Im Ergänzungsband Titan, welcher genauere Informationen über die Geschichte, Geographie, Völker und Sitten der Welt von Fighting Fantasy, Titan, beschreibt, wird eine kurze Biographie angegeben, in der Zagor als Mensch beschrieben wird; in den Zagor Chronicles hingegen wird er retroaktiv als Abkömmling einer Dämonin beschrieben.

## Adaption
1987 brachte der Verlag Schmidt Spiel + Freizeit ein Gesellschaftsspiel für 2 bis 6 Spieler ab 12 Jahren heraus. Erdacht von Autor Steve Jackson erschien es unter dem gleichen Namen Der Hexenmeister vom flammenden Berg. Der Spielplan und die Aktionen (Begegnungen, Artefakte, Schätze, Schlüssel) lehnen sich bei diesem Deduktionsspiel stark an die Buchvorlage an.